# Windows RT
Windows RT – wersja systemu operacyjnego Microsoft Windows dla urządzeń ARM, takich jak tablety. Sprzedawany był tylko na nowych urządzeniach, nie był dostępny jako osobny produkt. Razem z systemem dostarczany był pakiet Office 2013 RT zawierający aplikacje Word, Excel, PowerPoint, Outlook i OneNote. Windows RT posiada klasyczny pulpit, jednak w przeciwieństwie do Windows 8 nie da się na nim zainstalować żadnych dodatkowych aplikacji działających w standardowych okienkach; nowe aplikacje działające w interfejsie Modern UI można instalować jedynie z oficjalnego sklepu Windows Store.
Nazwa systemu Windows RT została ogłoszona w dniu 16 kwietnia 2012 roku.
Windows RT spotkał się z komercyjną porażką. Produkt nie jest już aktualizowany.